# Epiwubana
Epiwubana jucunda es una especie de araña araneomorfa de la familia Linyphiidae. Es el único miembro del género monotípico Epiwubana.

## Distribución
Se encuentra en la región de Valparaíso en Chile.